# Regeneration (Star Trek)
Regeneration is de 23e aflevering van het tweede seizoen van de Amerikaanse sciencefictiontelevisieserie Star Trek: Enterprise. Het is de 47e aflevering van de serie, voor het eerst uitgezonden in 2003.

## Verhaal
Op de Noordpool wordt door een onderzoeksteam een aantal wezens gevonden waarvan sommige lichaamsdelen zijn vervangen door cybernetische implantaten. Ondanks dat de lichamen er al lang onder het ijs lagen, blijken de aliens te beschikken over nanotechnologie die de vitale functies van hun lichamen herstellen (regenereren). Na verloop van tijd ontwaakt het tweetal en overmeestert het volledige wetenschapsteam door middel van assimilatie. 
Admiraal Maxwell Forrest roept kapitein Jonathan Archer van de USS Enterprise NX-01 op om het vrachtschip waarmee de aliens met de geassimileerde onderzoekers zijn gevlucht, te onderscheppen. Door alle onderdelen van het schip kwalitatief te verbeteren blijken ze lastig te achtervolgen voor Archer. Zo vallen ze onder andere een ander vrachtschip aan en bij een aanval op de Enterprise raakt dokter Phlox gewond. Met veel moeite weet de bemanning van de Enterprise de indringers van hun schip te verwijderen en tevens om het vijandelijke schip uit te schakelen doordat een zwak punt in de verdediging van het schip nog niet verbeterd was. Dit lukt ze echter niet voordat zij nog een signaal naar het deltakwadrant sturen. Overste T'Pol stelt Archer gerust dat het signaal wellicht niet aankomt en als dat wel gebeurd pas over 200 jaar. Archer berekent echter dat een eventuele invasie in de 24e eeuw plaats zou kunnen gaan vinden.

## Achtergrondinformatie
- Het ras waar het in deze aflevering over gaat, is in werkelijkheid de Borg, die een belangrijke rol spelen in verschillende Star Trekseries. Echter zijn zij in het tijdperk waarin deze aflevering zich afspeelt nog niet als zodanig bekend.
- De door Archer vermoede invasie vindt ook inderdaad plaats (zie Star Trek: The Next Generation).
- Dit is de enige aflevering van deze serie waarin de Borg een rol spelen. De serie Star Trek: Deep Space Nine kent ook slechts één aflevering waarin de Borg een rol spelen, namelijk de pilot.
- Dit is niet de enige aflevering van de serie waarin een bekend ras uit het Star Trekuniversum een belangrijke rol speelt, zonder dat de naam van dit ras genoemd wordt. In de aflevering Acquisition spelen de Ferengi een belangrijke rol.
- De aflevering heeft op de Internet Movie Database een waardering van 8,4, waarmee het een zeer hoog gewaardeerde aflevering van de serie is.

## Acteurs

### Hoofdrollen
- Scott Bakula als kapitein Jonathan Archer
- John Billingsley als dokter Phlox
- Jolene Blalock als overste T'Pol
- Dominic Keating als luitenant Malcolm Reed
- Anthony Montgomery als vaandrig Travis Mayweather
- Linda Park als vaandrig Hoshi Sato
- Connor Trinneer als overste Charles "Trip" Tucker III

### Gastrollen
- Vaughn Armstrong als Maxwell Forrest
- Jim Fitzpatrick als Williams

### Bijrollen

#### Bijrollen met vermelding in de aftiteling
- John Short als Drake
- Bonita Friedericy als Rooney
- Chris Wynne als Moninger
- Adam Harrington als een onderzoeker
- Mark Chadwick als een Tarkaleaan
- Paul Scott als Foster

#### Bijrollen zonder vermelding in de aftiteling
- Brian Avery als Borg
- Jef Ayres als bemanningslid Haynem
- Craig Baxley junior als Borg
- Mark Correy als bemanningslid Alex
- Shawn Crowder als Borg
- Christopher Doyle als a Borg drone
- Nikki Flux als een bemanningslid van de Enterprise
- Glen Hambly als een bemanningslid van de Enterprise
- Eddie Matthews als Borg
- Marty Murray als Borg
- Eric Norris als Borg
- Louis Ortiz als Borg
- Nicole Randall als een Tarkaleaan
- John Wan als een bemanningslid van de Enterprise
- Todd Wieland als een bemanningslid van de Enterprise